# Betty Bausch-Polak

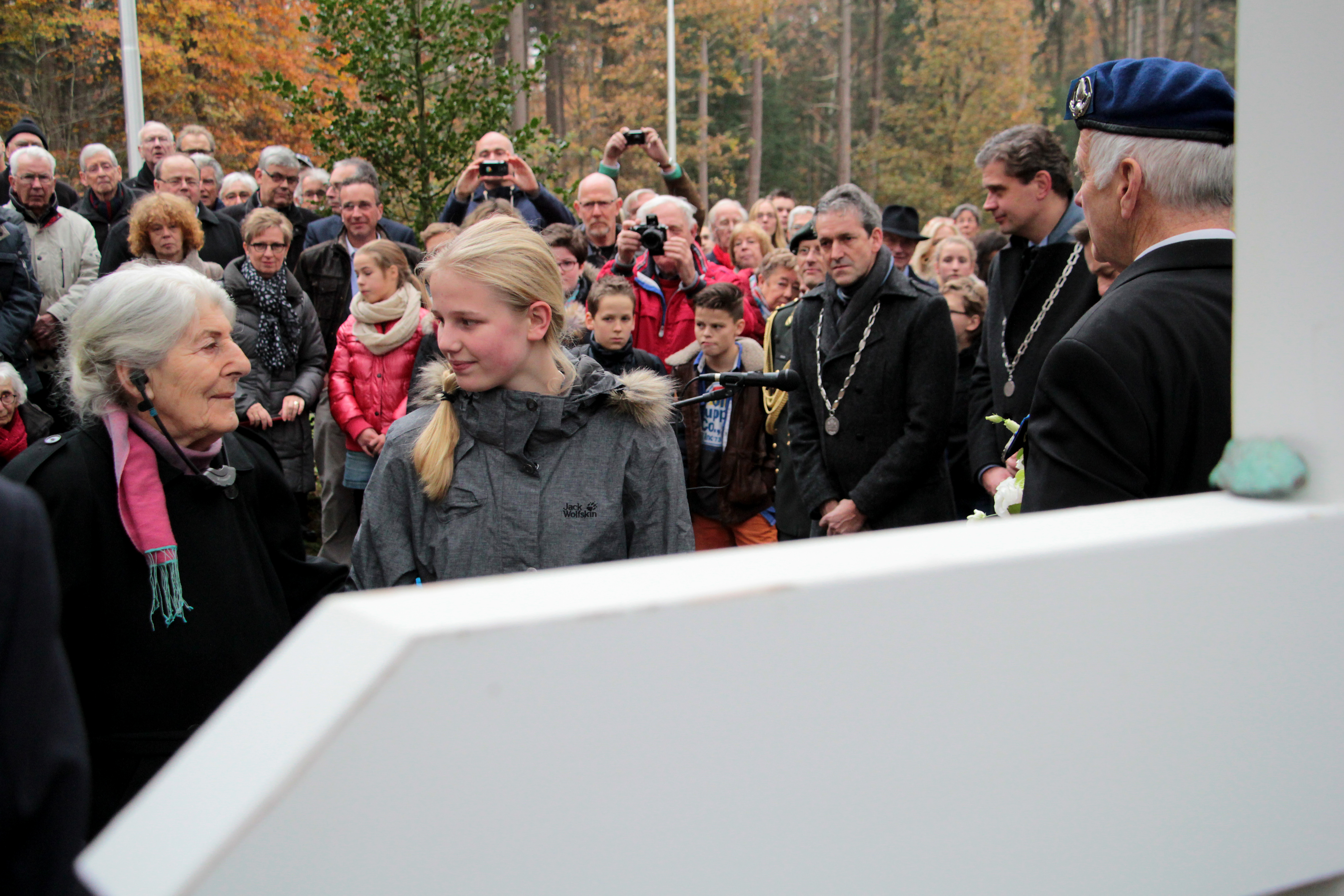
Bausch-Polak (links) in 2014

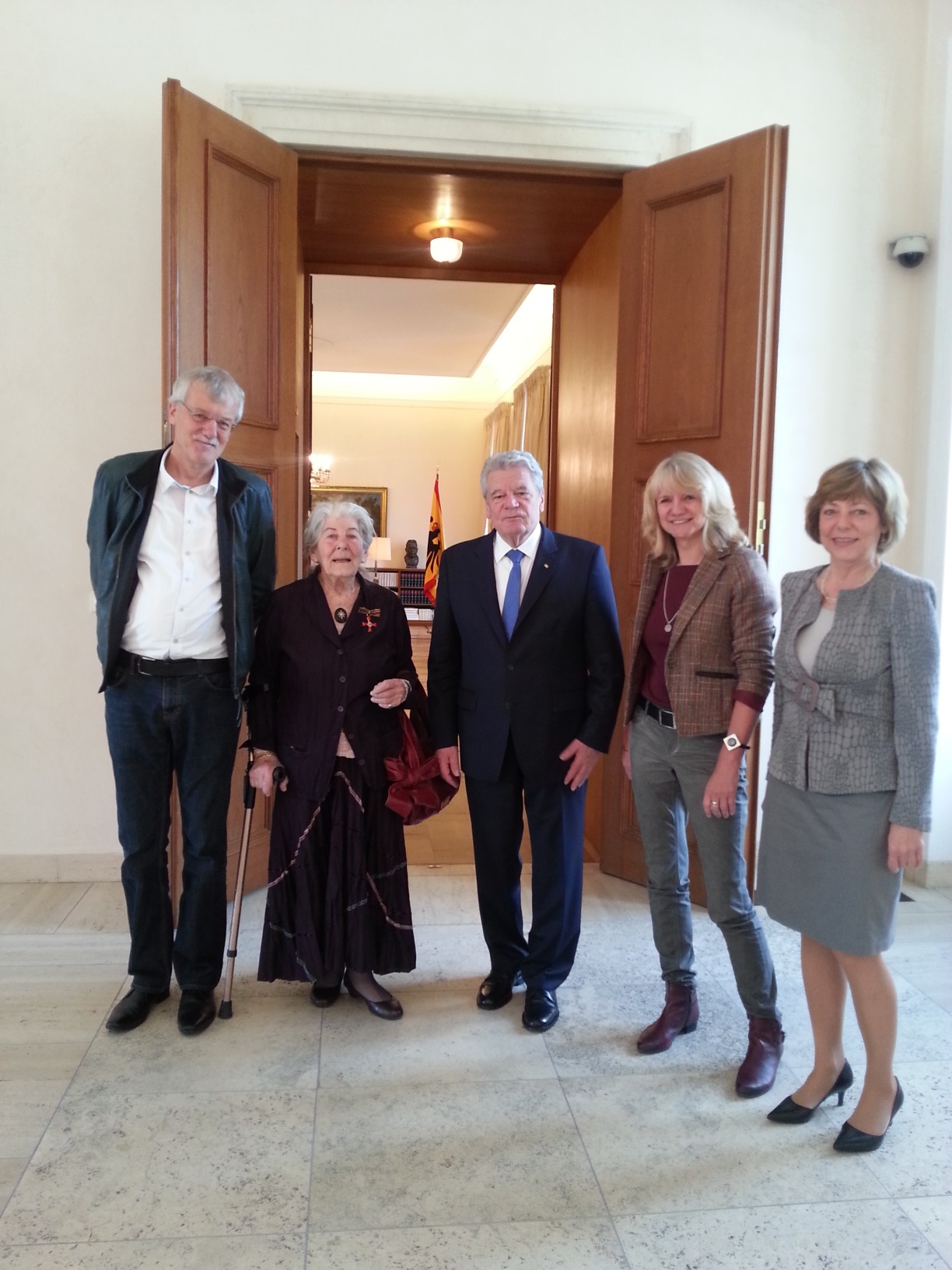
Betty Bausch met de Duitse president Joachim Gauck in Berlijn (2016)

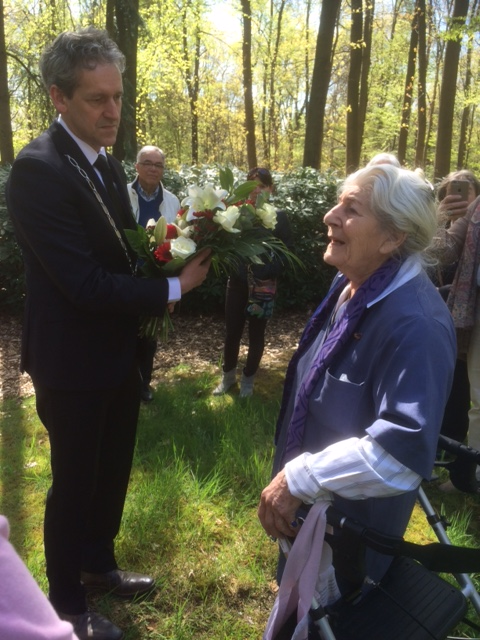
Betty Bausch-Polak met Hans van der Pas bij een herdenking

Betsie (Betty) Bausch-Polak (Amsterdam, 4 april 1919 – Israël, 8 november 2024) was een overlevende van de Holocaust, die over de hele wereld voordrachten hield over de gevaren van rassendiscriminatie en vooroordelen.

## Leven en werk
Betsie Polak was de dochter van Grietje Asscher en accountant Frederik Polak. Beide ouders werden omgebracht in vernietigingskamp Sobibór en worden als zodanig vermeld op het Holocaust Namenmonument. Zus Julia Polak (1914-1945) werd ook tijdens de Holocaust vermoord. Broer Jacob Polak (1912-2015) en zus Elisabeth Alida (Lies) Polak (1922-2016) wisten deportaties te overleven.  
Polak werd geboren in een orthodox-Joods gezin in Amsterdam. Op jeugdige leeftijd zag zij het gevaar van Adolf Hitler en protesteerde tegen het nationaalsocialisme. Ze wilde graag naar het Mandaatgebied Palestina en volgde daarom een opleiding in de landbouw. In 1939 trouwde ze met de Joodse econoom Philip de Leeuw, die op dat moment sectiecommandant was van een grensbataljon in Dinxperlo.

### Tweede Wereldoorlog
Na de meidagen van 1940 probeerden de twee tevergeefs per schip naar Engeland te komen. Uiteindelijk kwamen ze terecht als medewerker in de Joodse verpleeginrichting “Het Apeldoornsche bos”. De nacht voorafgaande aan de dramatische ontruiming in januari 1943 wisten zij te ontkomen. Na de nodige omzwervingen kwamen zij in Bilthoven terecht, waar Philip (onder de schuilnaam Philip van Andel) in dienst kwam van Kindergemeenschap “De Werkplaats” van Kees Boeke. Philip raakte daar betrokken bij het gewapend verzet. Polak deed soms dienst als koerierster. Na een mislukte aanslag op een spoorlijn werden zij op 9 november 1944 opgepakt. Bij de verhoren door de SD in Utrecht lieten zij niets los. Op 17 november kwam Polak vrij, terwijl haar man Philip de Leeuw op 20 november als represaillemaatregel werd gefusilleerd. Op de plek van de fusillade, aan de rand van Veenendaal, maar in de gemeente Rhenen, staat nu Het kruis op de berg, dat ook de vijf andere slachtoffers herdenkt, onder wie ds. Bastiaan Jan Ader.

### Na de Tweede Wereldoorlog
Na de oorlog bleken haar ouders, schoonouders en een zus te zijn omgekomen in diverse kampen. Vanwege haar contacten met Jan en Annie Romein-Verschoor raakte ze betrokken bij de uitgave van het dagboek van Anne Frank door de verbindende schakel te zijn met Uitgeverij Contact. Lange tijd werkte zij als enige vrouw in de ambtelijke top van het Ministerie van Landbouw en Visserij. Ze was onder meer betrokken bij de uitvoering van de Marshallhulp. In de jaren ’60 hertrouwde De Leeuw-Polak met de kunstenaar Dolf Bausch (Rudolph Marie Joseph Bauch (1913-1982)). In verband met zijn nierziekte zou het echtpaar Bausch-Polak zich later inzetten voor de Nederlandse Nierstichting. Pas in 1985 trad ze naar buiten met haar oorlogservaringen in een vraaggesprek met Pim van der Hoff voor EO-radio. In 2004 publiceerde zij met haar zus Lies Auerbach-Polak haar oorlogsherinneringen in “Bewogen Stilte”. Haar zus Lies overleefde concentratiekamp Bergen-Belsen door een uitwisseling met Duitse gijzelaars in het mandaatgebied Palestina.

### Onderscheidingen
Sinds 2010 gaf ze regelmatig gastlessen op middelbare scholen in Nederland en in Duitsland. Voor haar belangeloze inzet op hoge leeftijd heeft de Duitse overheid haar op 12 november 2015 het Bundesverdienstkreuz toegekend. Een maand later volgde in Israël een ontmoeting met de Duitse Bondspresident Joachim Gauck. Tijdens de herdenking bij Het kruis op de berg in 2015 droeg zij als teken van verzoening haar Duitse onderscheiding. Inmiddels is “Bewogen stilte” vertaald in het Duits, Engels en Hebreeuws. Hoewel hoogbejaard verzorgde ze in januari 2013 een reeks voordrachten in de Verenigde Staten. Tijdens een afsluitend tweeluik met oud-premier Jan-Peter Balkenende sprak ze op 14 april 2015 bij de lezingencyclus van "Christenen voor Israel". Op 23 mei 2015 gaf ze een lezing tijdens het grote evenement "Opwekking" (20.000 bezoekers). In hetzelfde jaar verscheen ze met haar zus Lies in de documentaire "Herinneren en Doorgeven". Op 29 april 2016 werd ze in Berlijn ontvangen door de Bondspresident Gauck.
Op 21 november 2016 was ze op het Ichthus College in Veenendaal voor een openbare gastles. Op 97-jarige leeftijd werd ze daar door mr. Wouter Kolff, burgemeester van Veenendaal, verrast met de versierselen van het ridderschap in de Orde van Oranje Nassau. Behalve familieleden uit Nederland, Amerika, Israel en Engeland, waren ook Balkenende en een cameraploeg van Omroep MAX aanwezig.
In verband met gezondheidsklachten is ze kort daarna gestopt met het geven van openbare voordrachten. Wel heeft ze nog enkele lange interviews gegeven aan Der Spiegel en NRC Handelsblad.

### Afscheidsboodschap
Op 4 april 2019 vierde ze haar honderdste verjaardag in Israël en op 3 mei 2019 in Nederland. Op 4 mei was ze nog een keer aanwezig bij een korte sobere herdenking bij Het kruis op de berg. Daarna namen haar krachten snel af. Bij de 75-jarige herdenking, op 20 november 2019, liet haar gezondheid haar niet meer toe nog aanwezig te zijn. Namens haar las Wouter Kolff, inmiddels burgemeester van Dordrecht, een afscheidsboodschap voor, waarin ze zich speciaal richtte tot jongeren. Ze wees op de grote gevaren van groepsdenken, discriminatie en intolerantie. Tot slot benadrukte ze het grote belang van vergeving en verzoening.